# Statuaire publique de Napoléon Ier en France
La statuaire publique de Napoléon Ier en France recense les différentes représentations sculptées de l'empereur, émanant de commandes officielles ou privées dans les différentes régions du pays.

## Liste

### Auvergne-Rhône-Alpes
| Œuvre                       | Auteur           | Département | Commune              | Localisation               | Notes | Installation | Coordonnées                      | Illustration                         |
| --------------------------- | ---------------- | ----------- | -------------------- | -------------------------- | ----- | ------------ | -------------------------------- | ------------------------------------ |
| Buste de Napoléon Ier       | ?                | Cantal      | Aurillac             | Façade de l'hôtel de ville |       | 1803         | 44° 55′ 48″ nord, 2° 26′ 43″ est | Buste de Napoléon Ier, Aurillac      |
| Napoléon Bonaparte          | Jean-Paul Ravit  | Drôme       | Valence              | Place Porte-Neuve          |       | 2010         | 44° 55′ 51″ nord, 4° 53′ 29″ est | Image manquante                      |
| Statue équestre de Napoléon | Emmanuel Frémiet | Isère       | Laffrey              | ?                          |       | 1868         | 45° 01′ 06″ nord, 5° 46′ 34″ est | Statue équestre de Napoléon, Laffrey |
| Napoléon Ier                | Jean Molette     | Rhône       | Poule-les-Écharmeaux | Col des Écharmeaux         |       | 1861         | 46° 10′ 02″ nord, 4° 26′ 30″ est | Napoléon Ier, Poule-les-Écharmeaux   |

### Bourgogne-Franche-Comté
| Œuvre                                | Auteur            | Département | Commune   | Localisation | Notes                                                                  | Installation | Coordonnées                      | Illustration                                |
| ------------------------------------ | ----------------- | ----------- | --------- | ------------ | ---------------------------------------------------------------------- | ------------ | -------------------------------- | ------------------------------------------- |
| Le Lieutenant Bonaparte              | François Jouffroy | Côte-d'Or   | Auxonne   | ?            |                                                                        | 1857         | 47° 11′ 37″ nord, 5° 23′ 19″ est | Le Lieutenant Bonaparte, Auxonne            |
| Napoléon s'éveillant à l'Immortalité | François Rude     | Côte-d'Or   | Fixin     | Parc Noisot  |                                                                        | 1857         | 47° 14′ 42″ nord, 4° 57′ 47″ est | Napoléon s'éveillant à l'immortalité, Fixin |
| Fontaine Napoléon                    | Pierre Mougenot   | Haute-Saône | Bouligney | ?            | Statuette en fonte érigée vers 1840 sur la fontaine. Inscrit MH (1996) | 1840         | 47° 53′ 41″ nord, 6° 14′ 28″ est | Fontaine Napoléon, Bouligney                |

### Centre-Val de Loire
| Œuvre            | Auteur | Département  | Commune   | Localisation | Notes                                                  | Installation | Coordonnées                      | Illustration                |
| ---------------- | ------ | ------------ | --------- | ------------ | ------------------------------------------------------ | ------------ | -------------------------------- | --------------------------- |
| Colonne Napoléon | ?      | Eure-et-Loir | Senonches | ?            | Statue coulée dès 1806, mais érigée seulement en 1833. | 1833         | 48° 33′ 27″ nord, 1° 01′ 54″ est | Colonne Napoléon, Senonches |

### Corse
| Œuvre                                 | Auteur | Département  | Commune | Localisation        | Notes | Installation | Coordonnées                      | Illustration                            |
| ------------------------------------- | --- | ------------ | ------- | ------------------- | --- | ------------ | -------------------------------- | --------------------------------------- |
| Fontaine des quatre lions             | Francesco Massimiliano Laboureur, Jérôme Maglioli                                                                                        | Corse-du-Sud | Ajaccio | Place Foch          | Fontaine surmontée d'une statue de Napoléon Ier.                                                                    | 1850         | 41° 55′ 08″ nord, 8° 44′ 18″ est | Fontaine des quatre lions, Ajaccoi      |
| Monument commémoratif de Napoléon Ier | Roger Séassal, Charles Émile Seurre | Corse-du-Sud | Ajaccio | Place d'Austerlitz  | Copie de l'original de Charles Émile Seurre, érigé en 1833 à l'hôtel des Invalides à Paris.                         | 1938         | 41° 54′ 59″ nord, 8° 43′ 30″ est | Monument à Napoléon Ier, Ajaccoi        |
| Napoléon et ses frères                | Eugène Viollet-le-Duc, Antoine-Louis Barye, Aimé Millet, Gabriel-Jules Thomas, Jean Petit, Vital Gabriel Dubray, Jacques-Léonard Maillet | Corse-du-Sud | Ajaccio | Place du Diamant    | Napoléon Ier, monté sur un cheval, est entouré de ses quatre frères : Jérôme, Joseph Bonaparte, Louis et Lucien.    | 1864         | 41° 55′ 03″ nord, 8° 44′ 10″ est | Napoléon et ses frères, Ajaccoi         |
| Napoléon Ier en empereur romain       | Lorenzo Bartolini | Haute-Corse  | Bastia  | Place Saint-Nicolas | Sculptée pour Livourne en 1813, remisée après la chute de l'Empire, puis érigée à Bastia en 1853. Classé MH (2010). | 1900         | 42° 41′ 59″ nord, 9° 27′ 04″ est | Napoléon Ier en empereur romain, Bastia |

### Grand-Est
| Œuvre             | Auteur       | Département | Commune            | Localisation              | Notes | Installation | Coordonnées                      | Illustration                           |
| ----------------- | ------------ | ----------- | ------------------ | ------------------------- | ----- | ------------ | -------------------------------- | -------------------------------------- |
| Bonaparte écolier | Louis Rochet | Aube        | Brienne-le-Château | Place de l'Hôtel de Ville |       | 1855         | 48° 23′ 35″ nord, 4° 31′ 36″ est | Napoléon Bonaparte, Brienne-le-Château |
| Napoléon Ier      | ?            | Meuse       | Stainville         | ?                         |       | 1859         | 48° 39′ 16″ nord, 5° 11′ 12″ est | Napoléon Ier, Stainville               |

### Hauts-de-France
| Œuvre                      | Auteur                              | Département   | Commune              | Localisation | Notes                                                                                          | Installation | Coordonnées                      | Illustration                                                       |
| -------------------------- | ----------------------------------- | ------------- | -------------------- | ------------ | ---------------------------------------------------------------------------------------------- | ------------ | -------------------------------- | ------------------------------------------------------------------ |
| Monument Napoléon          | Georges Thurotte                    | Aisne         | Bouconville-Vauclair | ?            |                                                                                                | 1973         | 49° 26′ 24″ nord, 3° 45′ 53″ est | Monument Napoléon, Bouconville-Vauclair                            |
| Colonne de la Grande Armée | Éloi Labarre, François-Joseph Bosio | Pas-de-Calais | Wimille              | ?            | Ancienne statue de la colonne, remplacée en 1962 et conservée dans un petit musée sur le site. | 1841         | 50° 44′ 17″ nord, 1° 38′ 44″ est | Ancienne statue de la colonne de la Grande Armée, Boulogne-sur-Mer |
| Colonne de la Grande Armée | Pierre Stenne                       | Pas-de-Calais | Wimille              | ?            | Statue actuelle de la colonne, en remplacement de la statue précédente de Bosio.               | 1962         | 50° 44′ 29″ nord, 1° 37′ 03″ est | Colonne de la Grande Armée, Wimille                                |

### Île-de-France
| Œuvre                                                                    | Auteur                                     | Département    | Commune               | Localisation                                               | Notes | Installation | Coordonnées                      | Illustration                                       |
| ------------------------------------------------------------------------ | ------------------------------------------ | -------------- | --------------------- | ---------------------------------------------------------- | --- | ------------ | -------------------------------- | -------------------------------------------------- |
| Le Génie de la France sous les traits de Napoléon                        | Claude Ramey                               | Paris          | 1er arrondissement    | Musée du Louvre (cour carrée, aile nord, fronton)          | | 1857         | 48° 51′ 39″ nord, 2° 20′ 19″ est | Le Génie de la France sous les traits de Napoléon  |
| Minerve entourée des muses de la Victoire, couronne le buste de Napoléon | François-Frédéric Lemot                    | Paris          | 1er arrondissement    | Musée du Louvre (pavillon de Marsan, fronton)              | | 1857         | à géolocaliser                   | Image manquante                                    |
| Napoléon en triomphateur                                                 | François-Frédéric Lemot                    | Paris          | 1er arrondissement    | Musée du Louvre (cour Puget)                               | | 1857         | à géolocaliser                   | Napoléon en triomphateur                           |
| Napoléon en César                                                        | Auguste Dumont                             | Paris          | 1er arrondissement    | Colonne Vendôme                                            | Remplace une statue antérieure de Charles Émile Seurre. | 1863         | 48° 51′ 51″ nord, 2° 21′ 24″ est | Napoléon en César, Paris                           |
| Napoleon Ier dominant l'Histoire et les Arts                             | Antoine-Louis Barye, Pierre-Charles Simart | Paris          | 1er arrondissement    | Musée du Louvre (pavillon Sully, fronton)                  | | 1857         | à géolocaliser                   | Napoleon Ier dominant l'Histoire et les Arts       |
| Renommées couronnant le buste de Napoléon                                | Antoine-Léonard Dupasquier                 | Paris          | 1er arrondissement    | Musée du Louvre (cour carrée, aile sud)                    | | 1857         | à géolocaliser                   | Image manquante                                    |
| Statue de Napoléon (Seurre)                                              | Charles Émile Seurre                       | Paris          | 7e arrondissement     | Hôtel des Invalides (Cour d'honneur)                       | Installée sur la colonne Vendôme en 1833, remplacée sous Napoléon III et déplacée à Courbevoie, déboulonnée en 1871 et finalement installée aux Invalides en 1911. | 1911         | 48° 51′ 22″ nord, 2° 18′ 46″ est | Napoléon Ier, Paris                                |
| Statue équestre de Napoléon                                              | Charles-Pierre-Victor Pajol                | Seine-et-Marne | Montereau-Fault-Yonne | Place de la Légion d'Honneur, 77130, Montereau-Fault-Yonne | | 1867         | 48° 23′ 18″ nord, 2° 57′ 34″ est | Statue équestre de Napoléon, Montereau-Fault-Yonne |
| Buste de Napoléon Ier                                                    | Pierre Graumer                             | Yvelines       | Maisons-Laffitte      | Place Napoléon                                             | | 1999         | 48° 57′ 37″ nord, 2° 09′ 15″ est | Image manquante                                    |

### Normandie
| Œuvre                       | Auteur               | Département    | Commune               | Localisation               | Notes                                               | Installation | Coordonnées                        | Illustration                               |
| --------------------------- | -------------------- | -------------- | --------------------- | -------------------------- | --------------------------------------------------- | ------------ | ---------------------------------- | ------------------------------------------ |
| Monument à Napoléon         | Armand Le Véel       | Manche         | Cherbourg-en-Cotentin | place Napoléon             | Classé MH (2008) · Restauré en 2015.                | 1858         | 49° 38′ 35″ nord, 1° 37′ 27″ ouest | Monument à Napoléon, Cherbourg-en-Cotentin |
| Statue équestre de Napoléon | Vital Gabriel Dubray | Seine-Maritime | Rouen                 | Place du Général-de-Gaulle | En restauration sur 2020-2022 · Inscrite MH (2021). | 1865         | 49° 26′ 36″ nord, 1° 05′ 56″ est   | Statue équestre de Napoléon, Rouen         |

### Occitanie
| Œuvre                          | Auteur          | Département     | Commune   | Localisation        | Notes          | Installation | Coordonnées    | Illustration    |
| ------------------------------ | --------------- | --------------- | --------- | ------------------- | -------------- | ------------ | -------------- | --------------- |
| Statue en pied de Napoléon Ier | Emmanuel Michel | Tarn-et-Garonne | Montauban | Allée de l'empereur | Statue en pied | 2021         | à géolocaliser | Image manquante |

### Pays de la Loire
| Œuvre                           | Auteur                  | Département | Commune          | Localisation   | Notes                                    | Installation | Coordonnées                        | Illustration                                      |
| ------------------------------- | ----------------------- | ----------- | ---------------- | -------------- | ---------------------------------------- | ------------ | ---------------------------------- | ------------------------------------------------- |
| Statue équestre de Napoléon Ier | Émilien de Nieuwerkerke | Vendée      | La Roche-sur-Yon | Place Napoléon | Classé MH (2019) · Notice no PA85000054. | 1854         | 46° 40′ 14″ nord, 1° 25′ 36″ ouest | Statue équestre de Napoléon Ier, La Roche-sur-Yon |

### Provence-Alpes-Côte d'azur
| Œuvre                                             | Auteur       | Département     | Commune                | Localisation    | Notes                                | Installation | Coordonnées                      | Illustration                                    |
| ------------------------------------------------- | ------------ | --------------- | ---------------------- | --------------- | ------------------------------------ | ------------ | -------------------------------- | ----------------------------------------------- |
| Colonne Napoléon                                  | Oreste Bardi | Alpes-Maritimes | Saint-Vallier-de-Thiey | Place de l'Apié | Buste érigé au sommet d'une colonne. | 1870         | 43° 41′ 54″ nord, 6° 50′ 54″ est | Image manquante                                 |
| Colonne commémorative du débarquement de Napoléon | ?            | Alpes-Maritimes | Vallauris              | ?               | Classé MH (1913).                    | 1848         | 43° 34′ 04″ nord, 7° 04′ 20″ est | Monument du débarquement de Napoléon, Vallauris |